# Йонкер, Йос
Йос Йонкер (нидерл. Jos Jonker; род. 23 апреля 1951, Кастрикюм) — нидерландский футболист, полузащитник.

## Карьера

### Клубная карьера
Йонкер начал карьеру в возрасте 22 лет в клубе «Витесс», располагавшемся в его родном городе.
В 1970 году перешёл в клуб «Телстар», где играл на протяжении восьми сезонов. В 1978 году перешёл в «АДО Ден Хааг». Йонкер пережил свой прорыв во время игры в клубе и спустя два сезона перешёл в клуб «АЗ», который считался одним из самых успешных клубов страны, но ещё не завоёвывал титул чемпиона Нидерландов.
Йонкер сыграл 19 матчей в Лиге чемпионов УЕФА в составе клуба и был игроком команды, которая дошла до финала Кубка УЕФА в сезоне 1980/81.
Йонкер играл за «АЗ» в течение трёх сезонов, а затем вернулся в «Витесс» на любительском уровне.

### Карьера в сборной
В 1980 году дебютировал в официальных матчах в составе национальной сборной Нидерландов. Всего в составе сборной провел два матча, в которых сыграл против Западной Германии и Кипра.